# قوطان (إيران)
قوطان هي قرية في مقاطعة بل دشت، إيران. يقدر عدد سكانها بـ 191 نسمة بحسب إحصاء 2016.